# Klaus von Klitzing
Klaus von Klitzing sinh 28 tháng 6 năm 1943 tại Schroda, Reichsgau Posen (nay thuộc Ba Lan) là nhà vật lý người Đức nổi tiếng về công trình phát hiện Hiệu ứng Hall lượng tử, do đó ông đã doạt Giải Nobel Vật lý năm 1985.

## Cuộc đời và Sự nghiệp
Ông tốt nghiệp trung học năm 1962 tại trường trung học Artland ở Quakenbrück, Đức. Sau đó ông vào học Vật lý học ở Đại học Công nghệ Braunschweig, tốt nghiệp năm 1969. Ông tiếp tục học và nghiên cứu ở Đại học Würzburg, hoàn thành bản luận án tiến sĩ tên Galvanomagnetic Properties of Tellurium in Strong Magnetic Fields năm 1972. Công trình nghiên cứu trong bản luận án tiến sĩ nói trên được thực hiện tại Phòng thí nghiệm Clarendon ở Oxford Anh và tại Phòng thí nghiệm từ trường cao Grenoble ở Pháp. Ông đoạt được habilitation năm 1978. Ông tiếp tục làm việc ở Phòng thí nghiệm từ trường cao Grenoble cho tới khi trở thành giáo sư ở Đại học Kỹ thuật München năm 1980. Từ năm 1985 Von Klitzing làm giám đốc Viện nghiên cứu chất rắn Max Planck ở Stuttgart.
Hằng số von Klitzing, RK = h/e2 = 25812807449(86) [[Ω]], được đặt theo tên ông để vinh danh công trình phát hiện Hiệu ứng Hall lượng tử của ông, và được đăng ký dưới mục Reference on Constants, Units, and Uncertainty của Viện Công nghệ và Tiêu chuẩn quốc gia Hoa Kỳ. Số nghịch đảo của hằng số von Klitzing thì bằng một nửa giá trị của lượng tử dẫn (conductance quantum).
Nghiên cứu của von Klitzing ngày nay tập chú vào các đặc tính của các hệ thống điện tử kích thước thấp, điển hình trong các nhiệt độ thấp và trong các từ trường cao.

## Giải thưởng và Vinh dự
- 1981 Giải Walter Schottky
- 1982 Giải Hewlett Packard
- 1985 Giải Nobel Vật lý
- 1986 Huy chương công trạng của bang Baden-Württemberg
- 1988 Tiến sĩ danh dự của Đại học kỹ thuật Karl-Marx-Stadt[3]
- 1988 Huân chương Maximilian về Khoa học và Nghệ thuật bang Bayern
- 1988 Huy chương Dirac
- 1999 Hội viên danh dự Hội Vật lý Đức
- 2005 Huy chương Carl-Friedrich-Gauß
- 2006 Tiến sĩ danh dự của Đại học Oldenburg
- 2007 Viện sĩ Viện hàn lâm Khoa học Trung Quốc
- 2007 Viện sĩ Viện hàn lâm giáo hoàng về Khoa học
- Đường phố Professor-von-Klitzing-Straße ở Quakenbrück và đường phố Klaus-von-Klitzing-Straße ở Landau mang tên ông.

## Tác phẩm
- Grenzen der Mikroelektronik: Quantenphänomene in mikrostrukturierten Halbleitern. 1. Aufl. Univ.-Verl., Jena 1995. Schriftenreihe Ernst-Abbe-Kolloquium Jena 11 ISBN 3-925978-47-X
- Klaus von Klitzing (Hrsg.): Aufbau der Arbeitsgrundlagen eines Reinraum-Labors für neuartige Bauelementstrukturen: Schlußbericht; Contract NT 2733. Max-Planck-Institut für Festkörperforschung, Stuttgart 1990.